# Rạch Giá
Rạch Giá è una città vietnamita, capoluogo della provincia di Kien Giang, situata nella regione del delta del Mekong, nel sud del Paese.